# Magdalenengarten
Der Magdalenengarten in Hildesheim, eine barocke Gartenanlage, ist einer der ältesten historischen Parks in Niedersachsen.

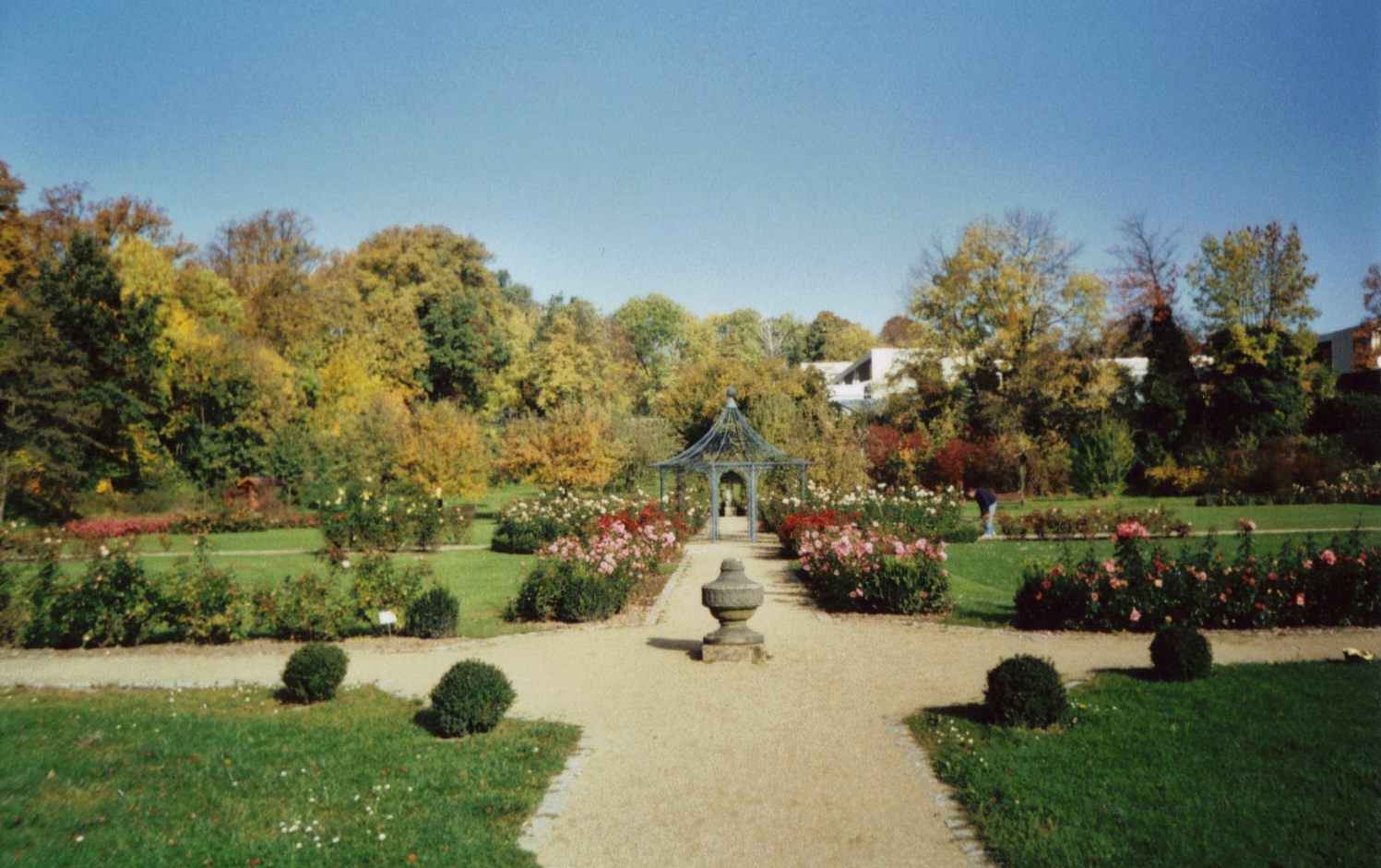
Magdalenengarten – Blick zum Pavillon

## Lage

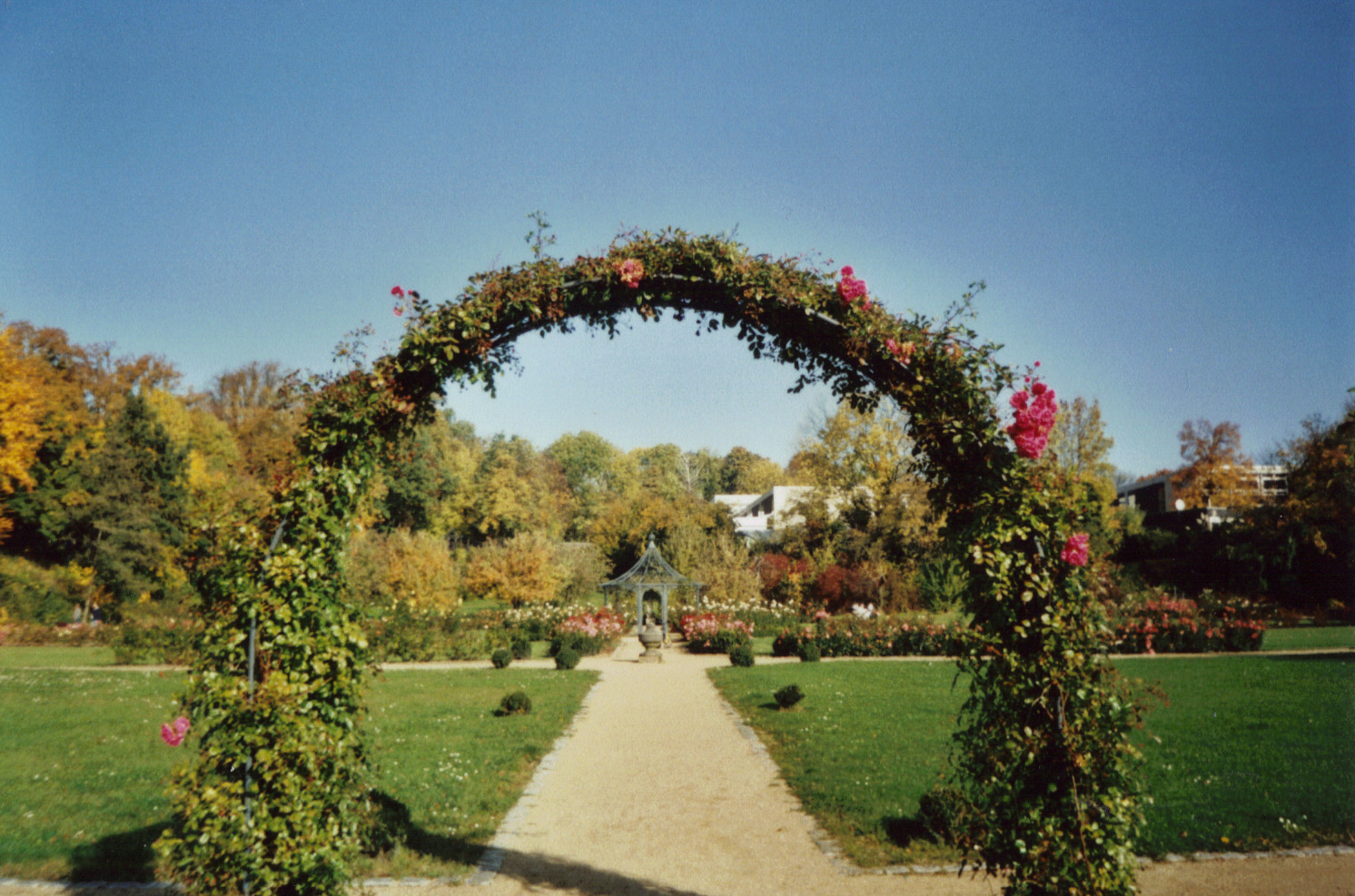
Magdalenengarten – Hauptweg

Der Magdalenengarten befindet sich im Zentrum von Hildesheim unmittelbar westlich der hier noch gut erhaltenen mittelalterlichen Stadtmauer unweit der Magdalenenkirche. Nach Norden und Westen wird der Magdalenengarten durch den Hohen Wall begrenzt, nach Süden hin durch das Gelände des Altenheims Magdalenenhof. Der Eingang zum Park ist über das Grundstück des Altenheims für jedermann erreichbar. Von der Haltestelle „Museum“ der Stadtbuslinien 1, 4 und 5 ist der Magdalenengarten über die Burgstraße und den Wohl nach einem etwa zehnminütigen Fußweg zu erreichen.

## Geschichte

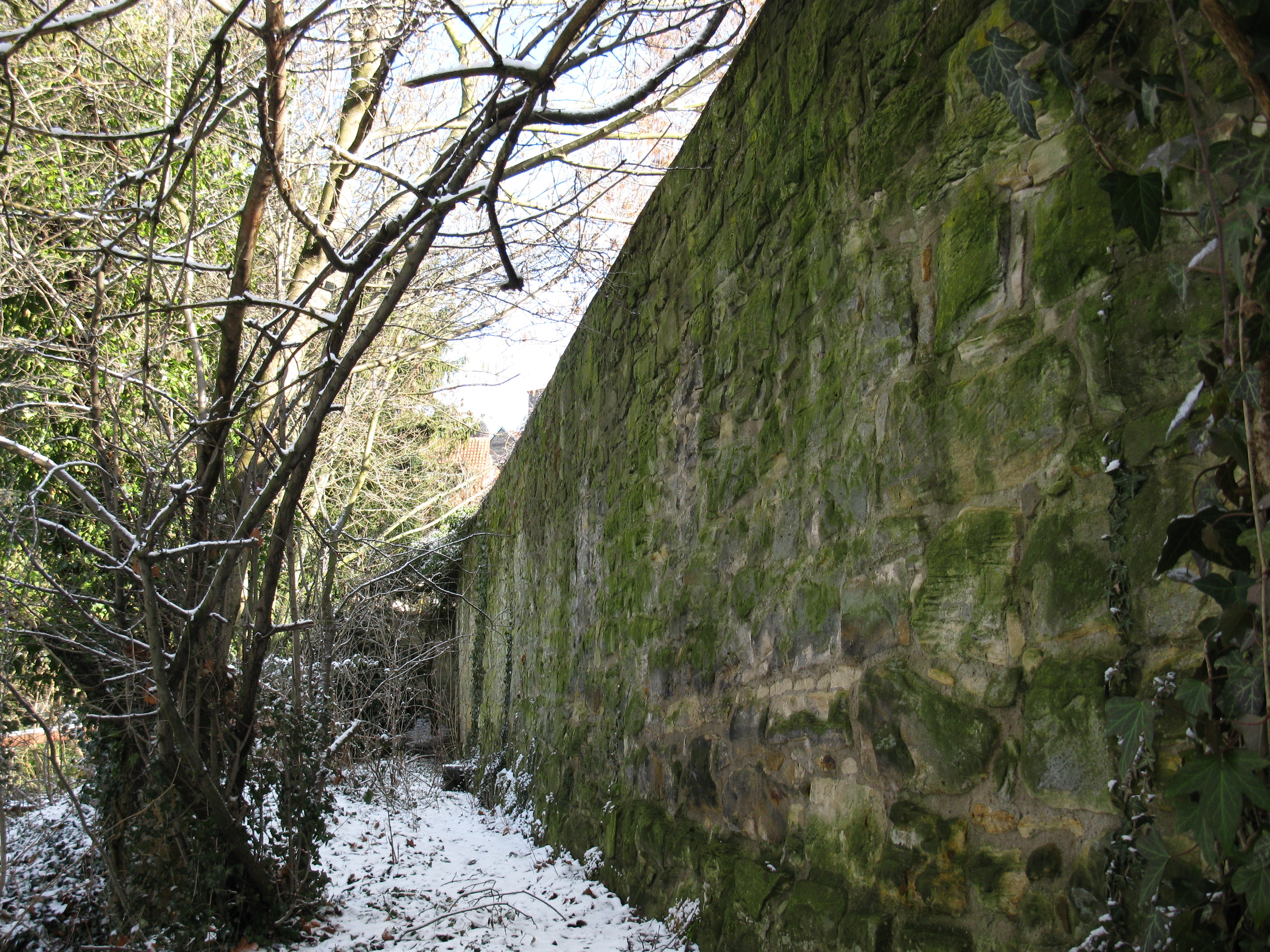
Stadtmauer aus dem Mittelalter am östlichen Rand des Magdalenengartens

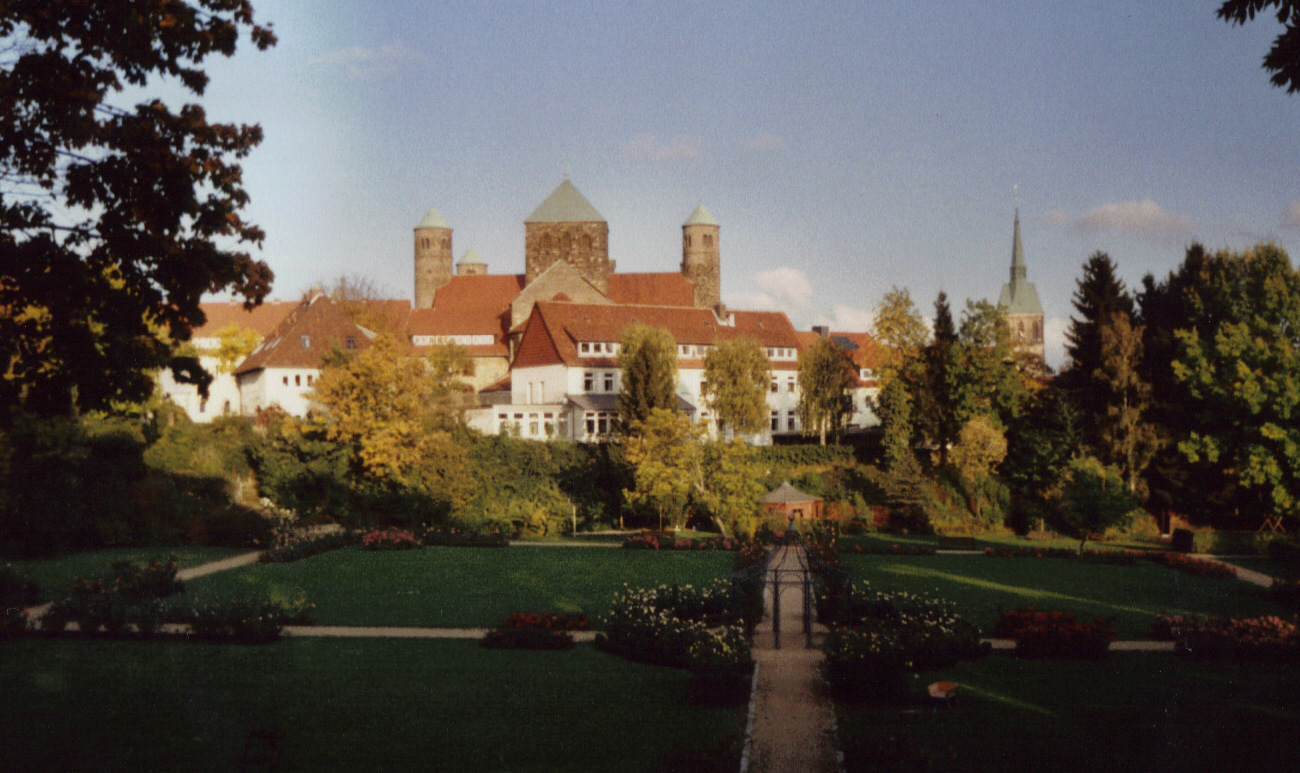
Blick über den Magdalenengarten zur Michaeliskirche und Andreaskirche

In Hildesheim wurde 1224 außerhalb der Stadtmauern ein Kloster der Büßenden Schwestern von St. Magdalenen gegründet, das einzige Nonnenkloster des Mittelalters in Hildesheim. Die älteste urkundliche Erwähnung stammt von 1235. Die Nonnen lebten nach der Augustinusregel und wurden im Volksmund Süstern genannt, woran die Süsternstraße unweit des Magdalenengartens noch heute erinnert. Der Abt des nahegelegenen Michaelisklosters überließ den Ordensfrauen ein Stück Land in unmittelbarer Nähe ihres Klosters. Auf diesem Grundstück, das unterhalb des Weinberges des Michaelisklosters zwischen der Stadtmauer und der Innerste lag, wurde im 13. Jahrhundert der Obst- und Gemüsegarten des Magdalenenklosters angelegt. 1720–1725 wurde er zu einem Schmuckgarten im Stil des Barock umgestaltet.
Im Zuge der Säkularisation wurde das Kloster 1810 aufgelöst und 1827 in eine Heil- und Pflegeanstalt umgewandelt. Auf dem Hohen Wall wurde 1827 eine hohe Mauer errichtet, um die Patienten im Garten den Blicken der Spaziergänger auf den Wallanlagen zu entziehen. Bis zum Zweiten Weltkrieg diente der ehemalige Klostergarten der Erholung der Patienten und war für die Öffentlichkeit nicht zugänglich. Am 22. März 1945 wurden die ehemaligen Klostergebäude sowie die Magdalenenkirche von Bomben zerstört und der Garten schwer verwüstet. Nach dem Wiederaufbau richtete man 1952 hier das heute noch bestehende Altenheim ein, das den Garten für die Bewohner nutzte.
Nach den Plänen aus der Zeit des Barock wurde der Magdalenengarten ab 2003 unter der Leitung des Landschaftsarchitekten Dr. Hans-Joachim Tute im Stil des frühen 18. Jahrhunderts neu angelegt. Der ursprüngliche Verlauf der Wege zur Zeit des Barocks war nach dem Abtragen der Grasnarbe noch erkennbar. Im Sommer 2004 konnte der Magdalenengarten in seiner ursprünglichen Form als Barockgarten wieder eingeweiht werden.

## Anlage

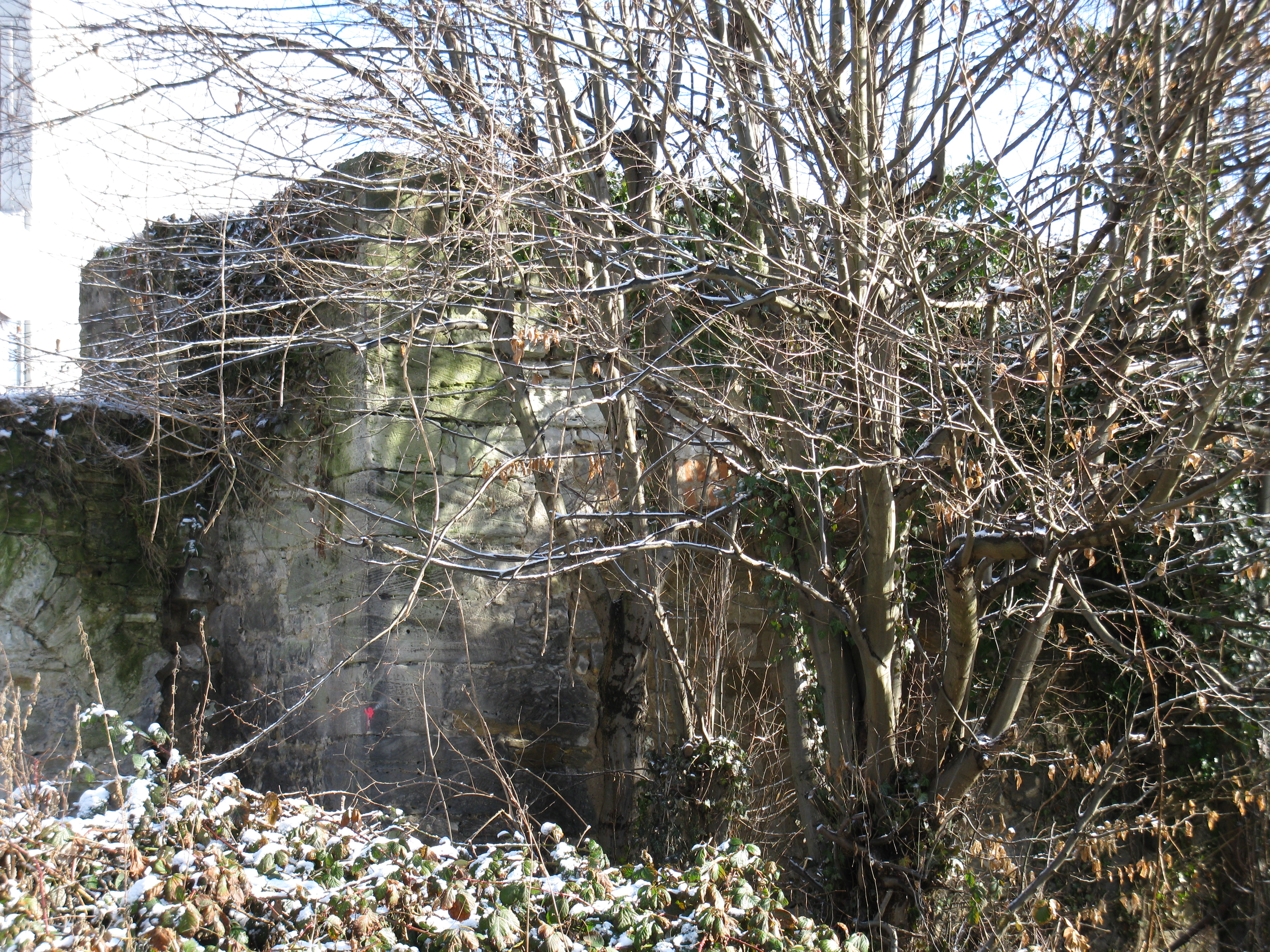
Ruine eines Turmes aus dem Mittelalter im Magdalenengarten

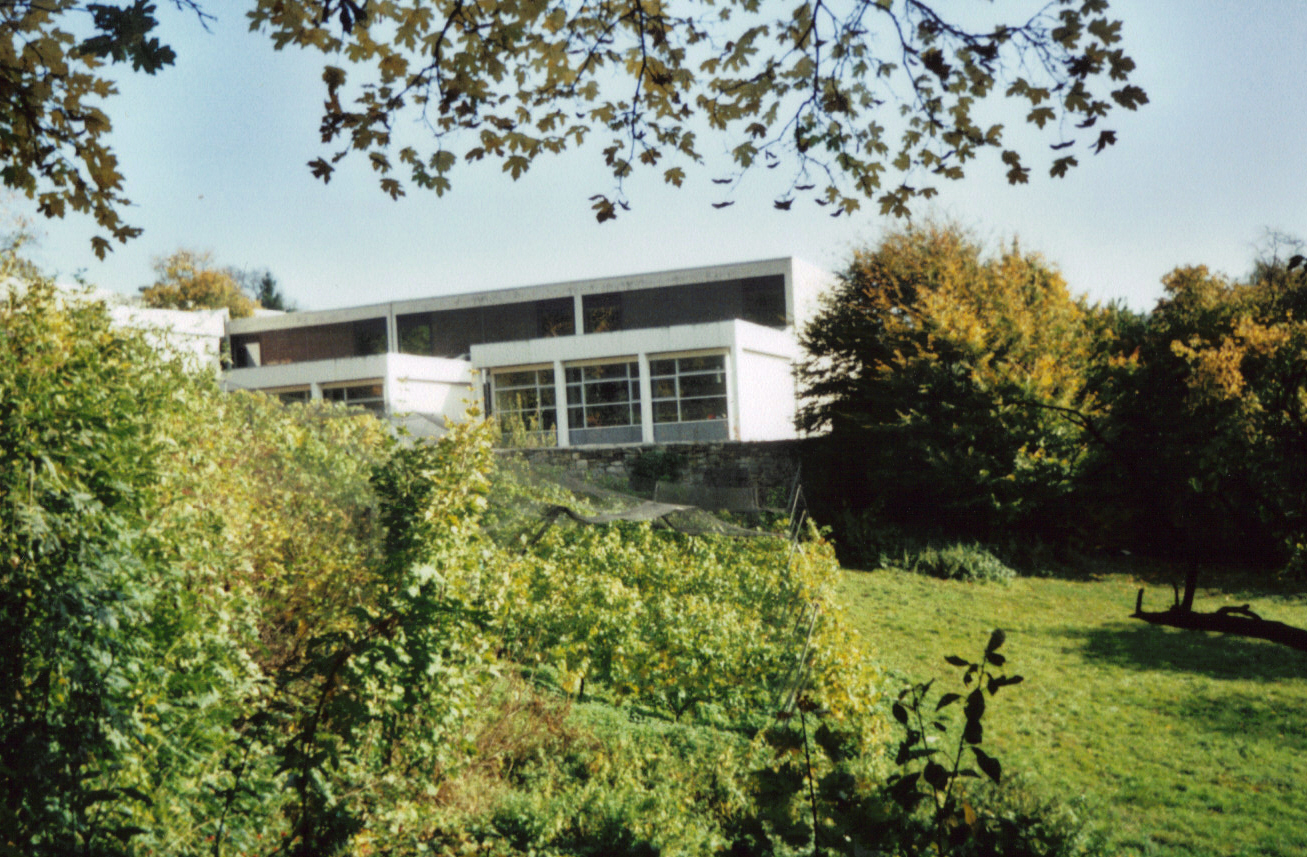
Weinberg im Norden des im Magdalenengartens

Der Hauptteil des Magdalenengartens besteht aus acht Quadraten, von denen vier ein Rosarium mit über 1.500 Rosen bilden. In der Mitte des Rosariums erhebt sich ein Pavillon mit Kletterrosen. In einem weiteren Quadrat wurden Duftrosen gepflanzt, in einem anderen befindet sich ein Kräutergarten. Vom Eingang des Gartens verläuft ein 110 m langer, zentraler Hauptweg in Nord-Süd-Richtung, der bereits auf Landkarten des 18. Jahrhunderts eingezeichnet war. Er endet an einer Marienstatue von 1959, hinter der sich eine Streuobstwiese ausdehnt. An sie schließt sich ein kleiner Hang an, auf dem im Mittelalter Wein angebaut wurde und der seit 1995 wieder als Weinberg genutzt wird. Oberhalb des Weinbergs bietet sich vom Weinbergpavillon aus eine schöne Aussicht.
Westlich des Magdalenengartens erhebt sich eine 1827 erbaute Mauer aus Natursteinen, östlich von ihm erstreckt sich über mehrere Hundert Meter ein gut erhaltenes Teilstück der mittelalterlichen Stadtmauer Hildesheims. Im Nordosten des Magdalenengartens bietet sich von dem Aussichtspunkt „Alte Bastion“, bei dem es sich tatsächlich um die Reste einer mittelalterlichen Bastion handeln könnte, ein schöner Rundblick. In der Nähe des Weinberges sind ebenfalls die gut erkennbaren Reste eines Turmes der Stadtmauer erhalten.
Am westlichen Rand des Rosariums wurde eine Barockstatue der römischen Göttin Ceres auf einem Sockel aufgestellt. Von hier aus erreicht man über eine Treppe den sog. „Michaelisblick“, einen Aussichtspunkt, der eine gute Übersicht über den gesamten Magdalenengarten sowie einen eindrucksvollen Blick zur Michaeliskirche bietet. Östlich des Rosariums wurden mehrere Magnolien gepflanzt, auch hier befindet sich ein Pavillon.

## Besonderheiten
Im Magdalenengarten sind zusätzlich zu den über 1.500 Rosen noch über 100 verschiedene Baum- und Straucharten zu finden.
In dem 2007 eröffneten, an den Magdalenengarten angeschlossenen Rosenmuseum kann man sich u. a. über die Kulturgeschichte der Rose informieren.
Eine botanische Rarität sind die im April im Westen des Magdalenengartens blühenden Wildtulpen (Tulipa sylvestris). Diese geschützte Pflanze stammt ursprünglich aus dem Mittelmeerraum und gelangte im 16. Jahrhundert als Zierpflanze nach Deutschland. Aus einigen Gärten verwilderte sie und ist heute noch in einigen alten Wall- und Parkanlagen
zu finden. In Hildesheim kommt sie außer im Magdalenengarten auch im Kehrwiederwall vor. Möglicherweise ist sie ein Relikt der barocken Bepflanzung.
Eine besondere Attraktion im nördlichen Teil des Magdalenengartens ist der kleine Weinberg, der 1995 mit 198 Rebstöcken der Sorte „Müller-Thurgau“ bepflanzt wurde und drei Jahre später den ersten Ertrag abwarf.
Am westlichen Rand der Streuobstwiese wurde ein „Insektenhotel“ errichtet – eine Vorrichtung, die verschiedenen Insekten das Nisten und Überwintern erleichtern soll.
Die Barockstatue der Göttin Ceres mit einem Putto, der Ähren in der Hand hält, wurde um 1720 angefertigt und 2005 im Westen des Magdalenengartens aufgestellt. Ihre Herkunft ist ungeklärt. Seit 1945 wurde sie in der Steinsammlung des Roemer- und Pelizaeus-Museums aufbewahrt, die 1998 aufgelöst wurde.

## Besichtigung
Der Magdalenengarten kann täglich von 9 bis 18 Uhr besichtigt werden, im Sommer bis 20 Uhr. Der Eintritt ist kostenlos.

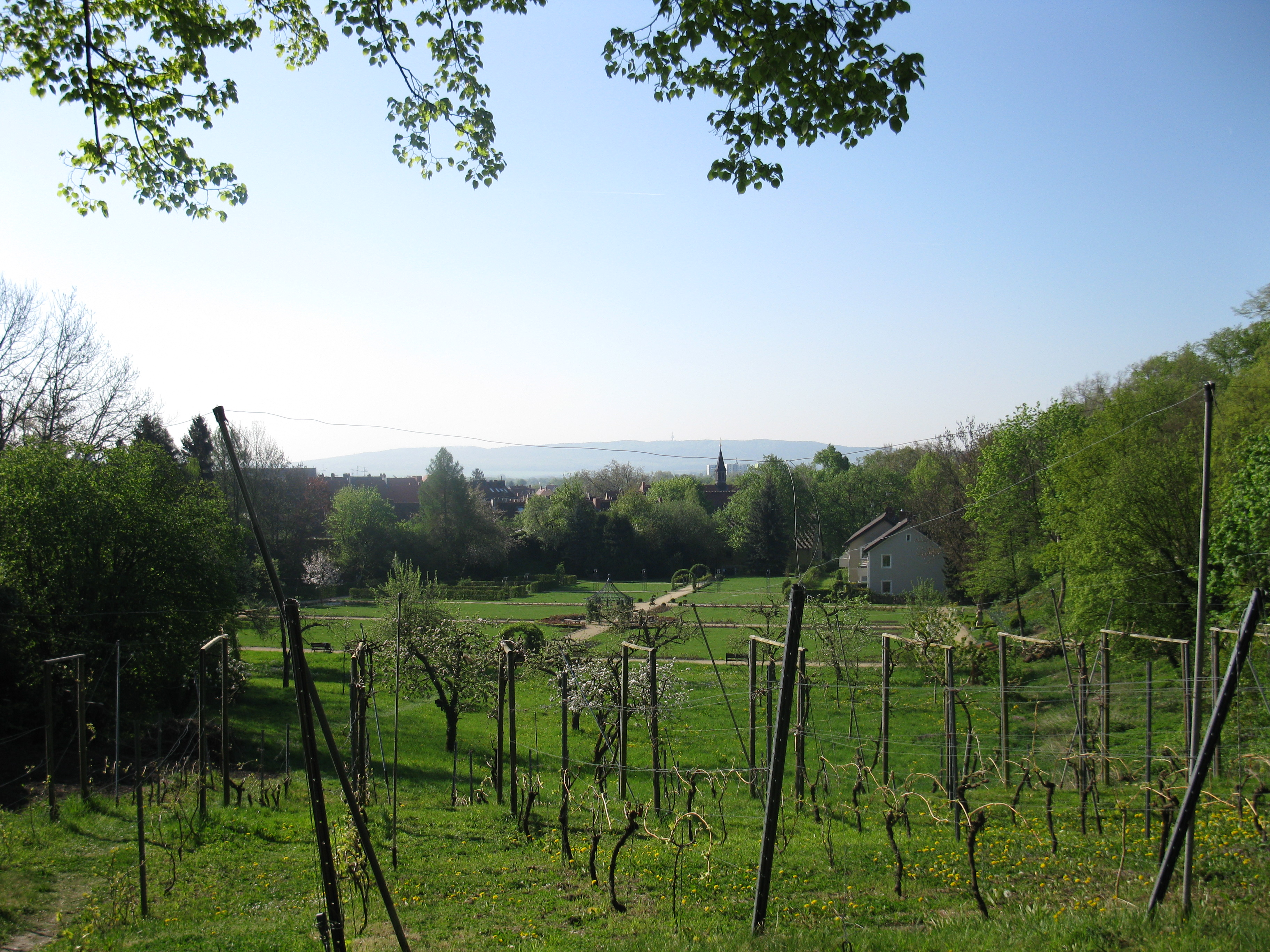
Blick vom Weinberg über den Magdalenengarten
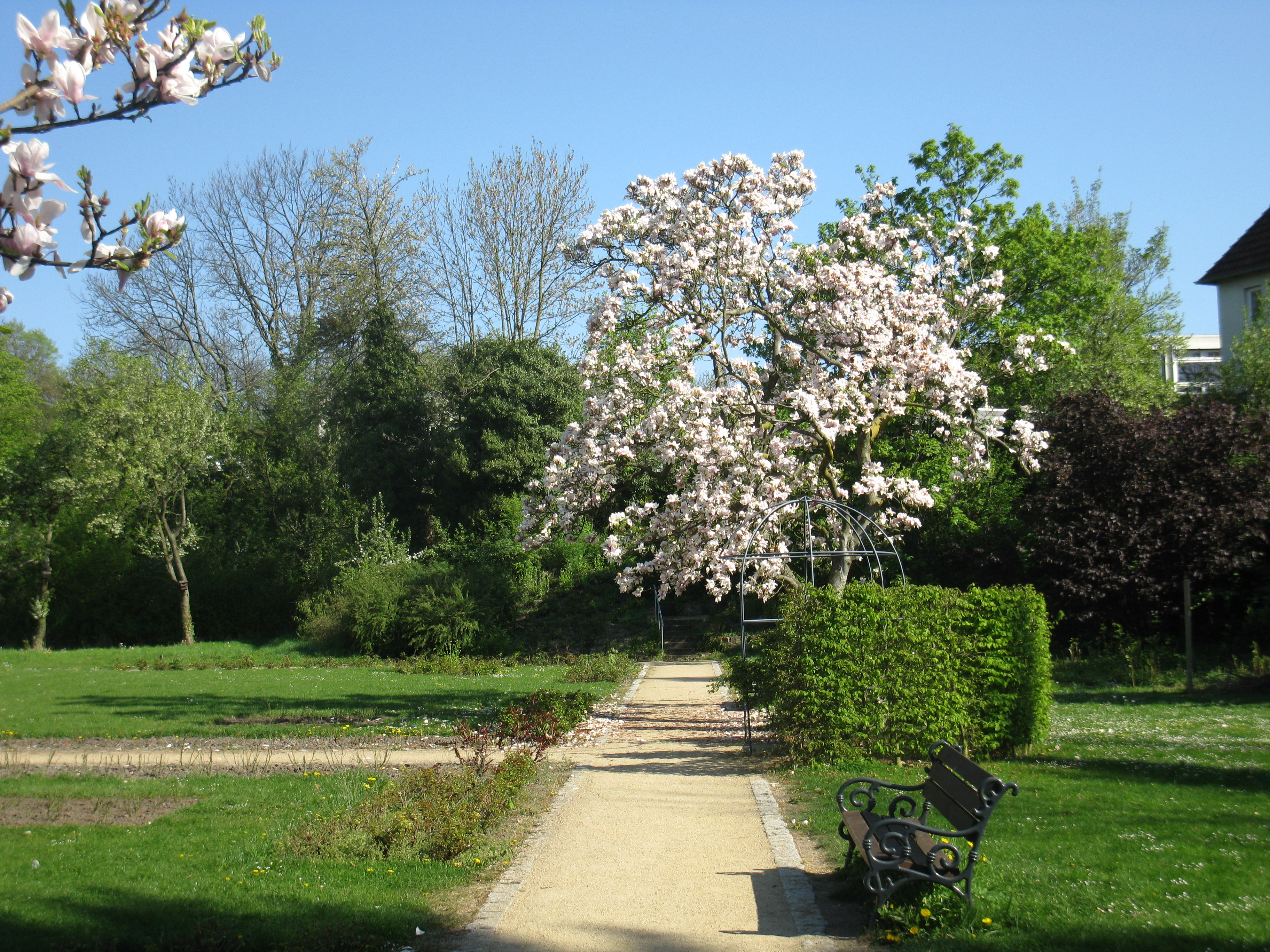
Blick zum Magnolienpavillon
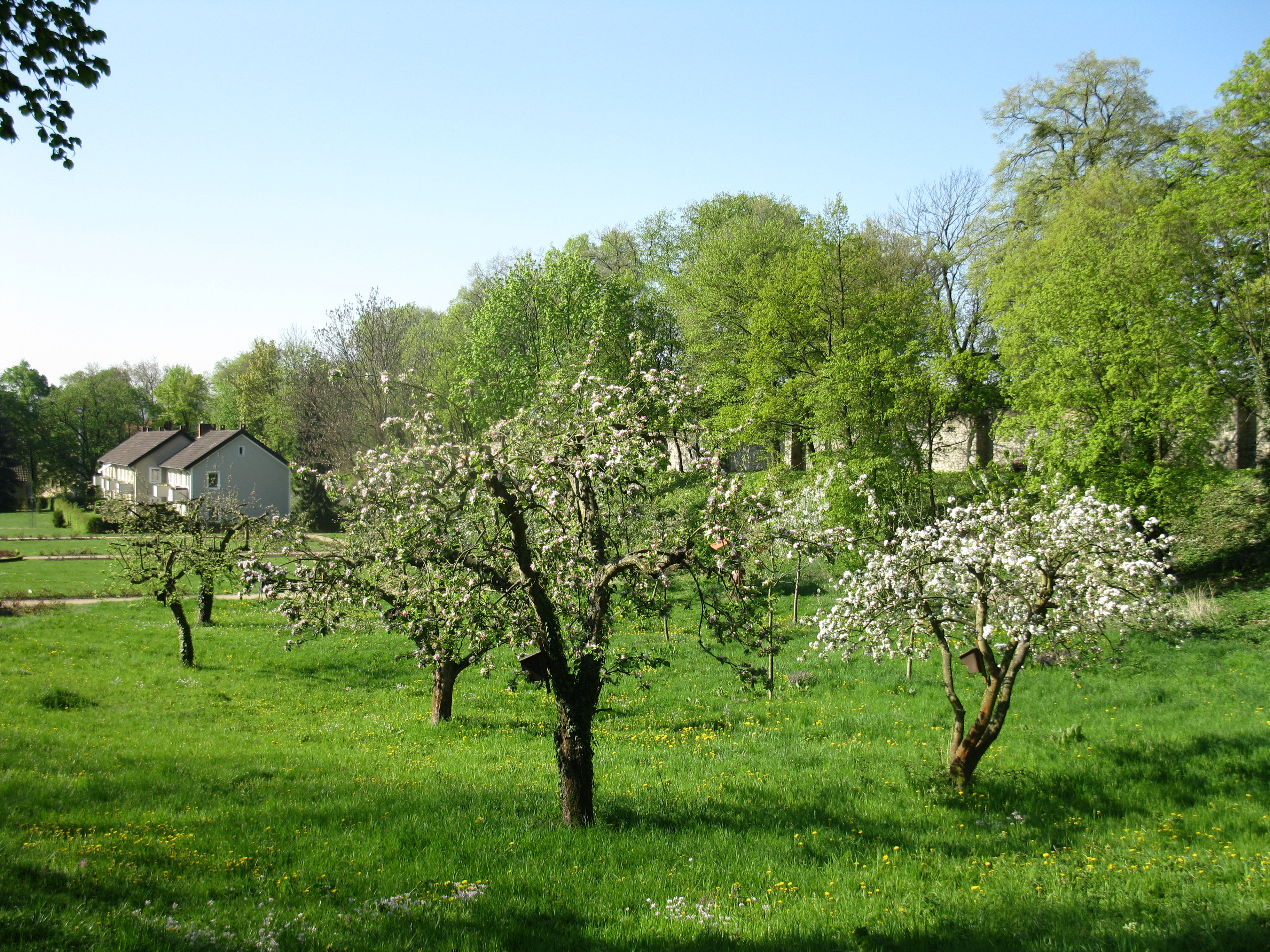
Streuobstwiese im April
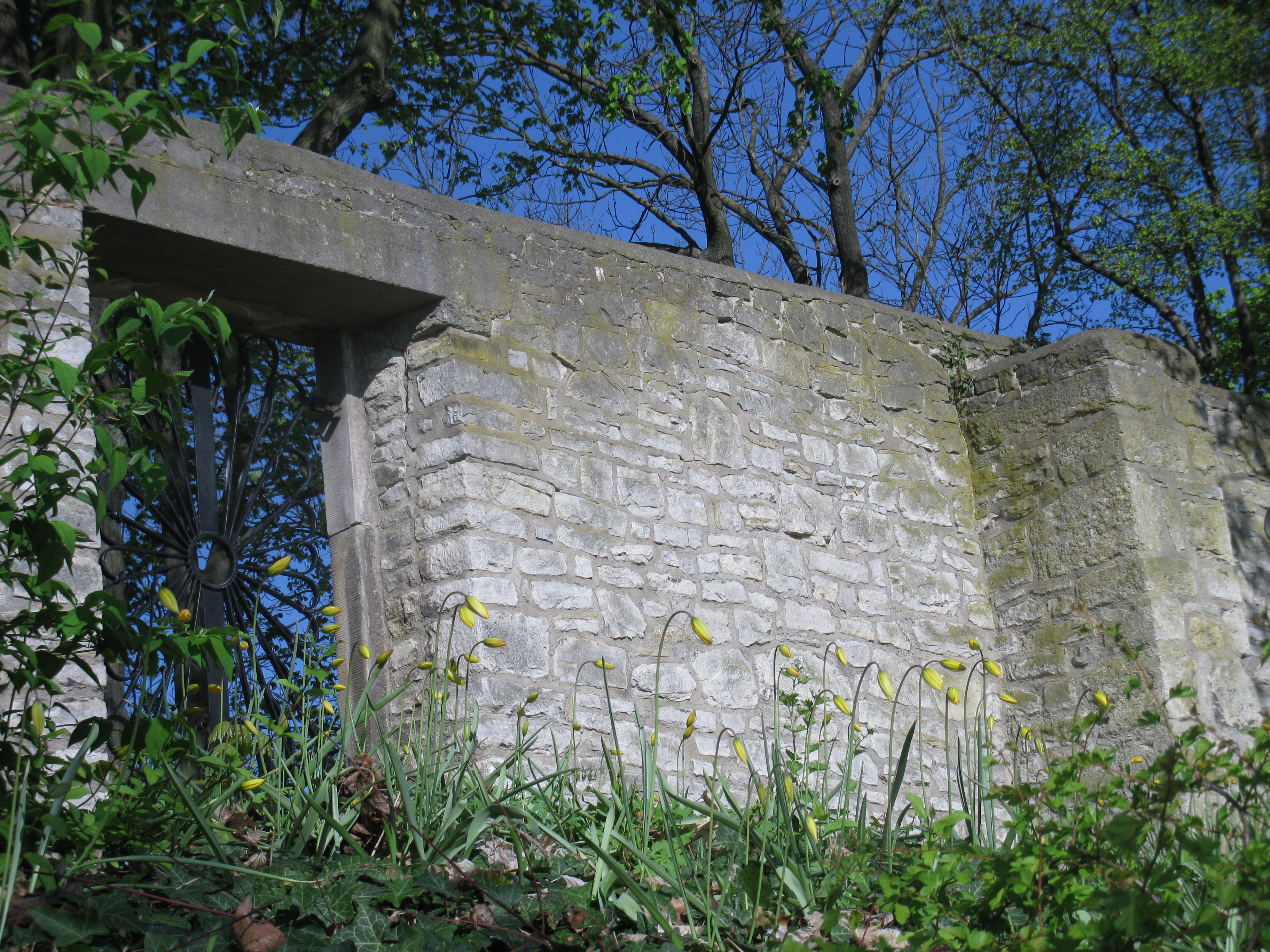
Wildtulpen am Aussichtspunkt „Michaelisblick“
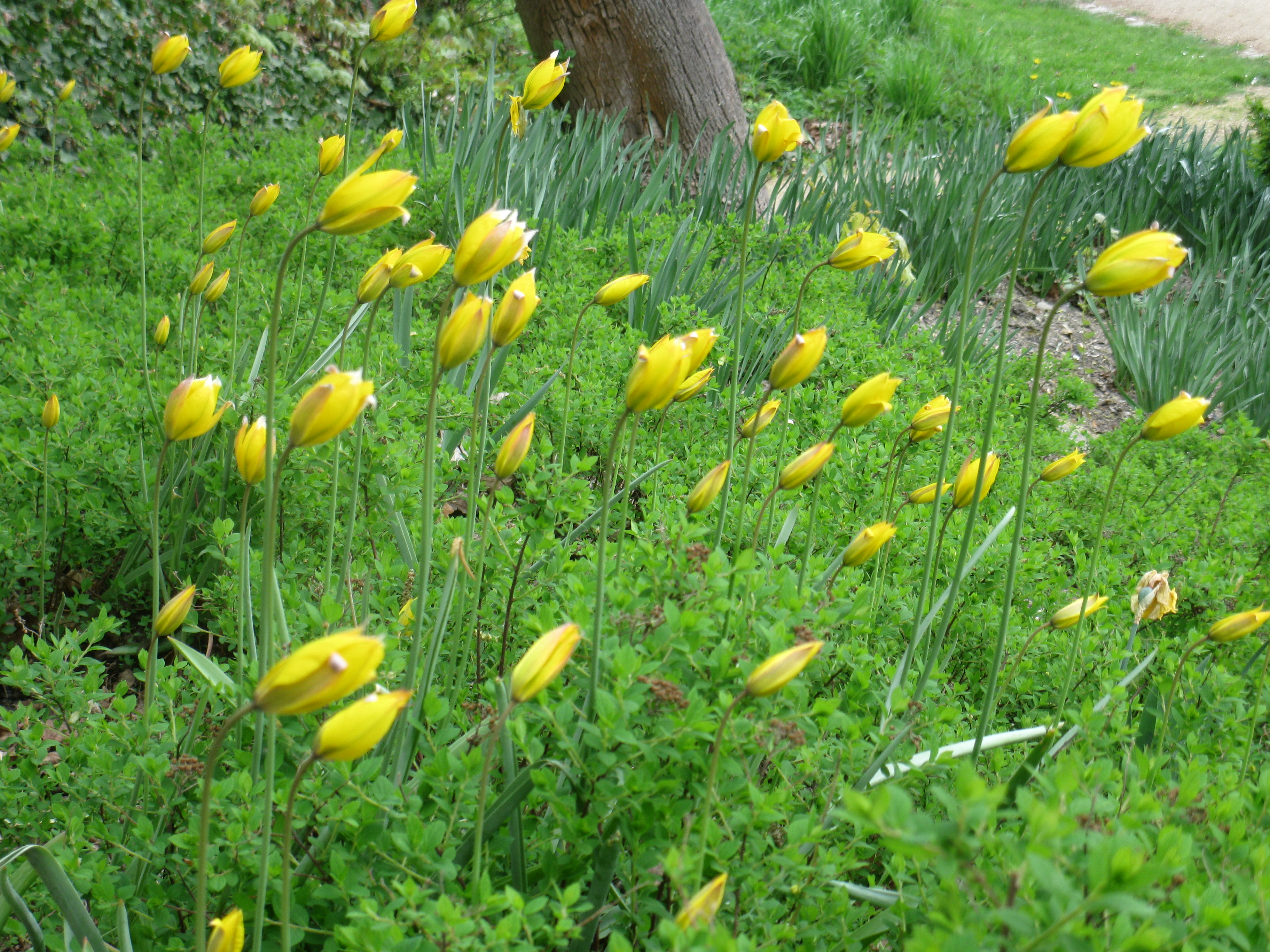
Wildtulpen im April
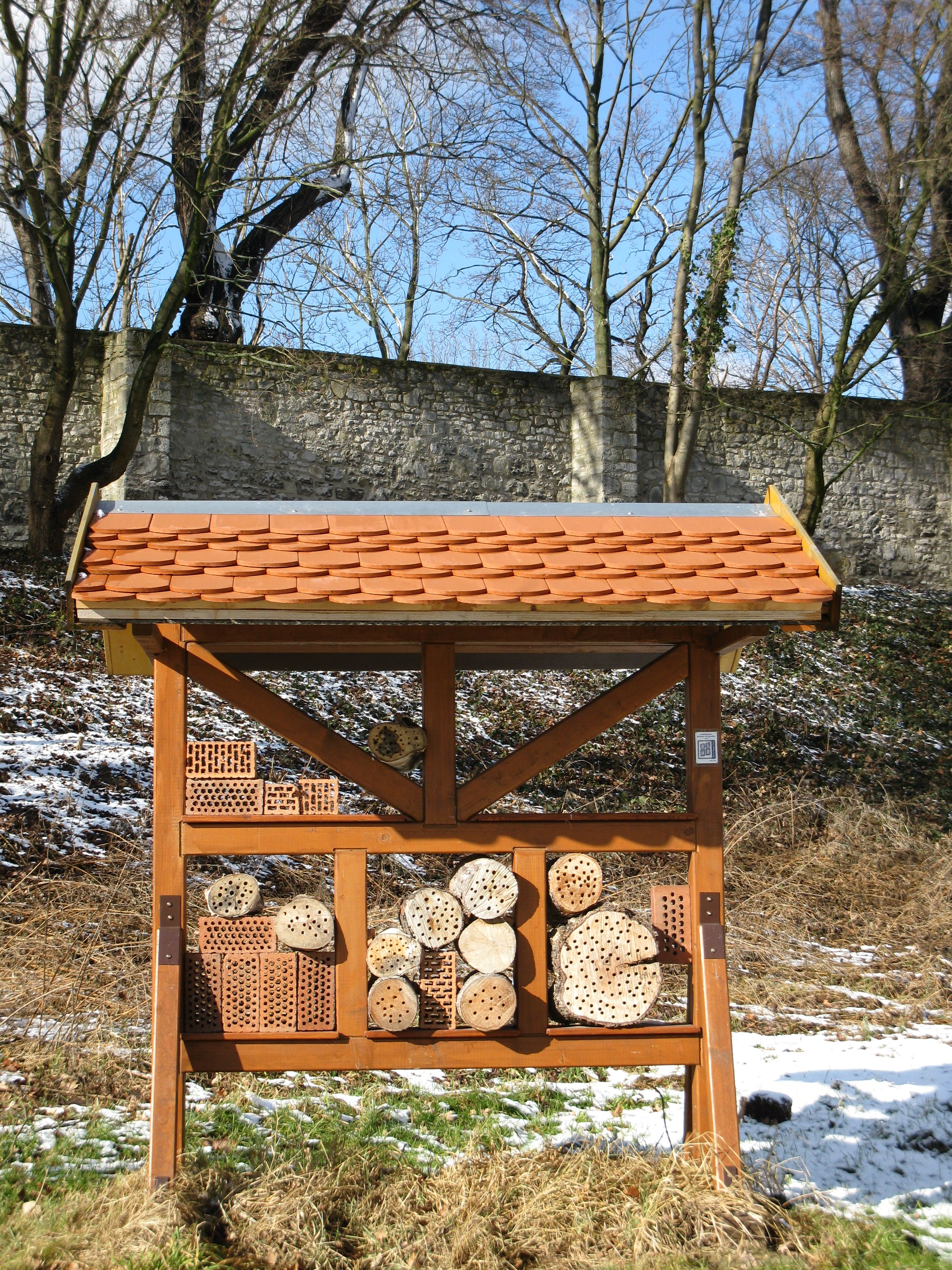
„Insektenhotel“, im Hintergrund Westmauer von 1827